# Portskewett
Portskewett är en community i Storbritannien.   Den ligger i kommunen Monmouthshire och riksdelen Wales, i den södra delen av landet, 180 km väster om huvudstaden London.
Samhället Portskewett utgör en del av tätorten Cil-y-coed.